# Liste von Persönlichkeiten der Stadt Surabaya
Die Liste von Persönlichkeiten der Stadt Surabaya enthält in Surabaya geborene Persönlichkeiten sowie solche, die in Surabaya gewirkt haben, dabei jedoch andernorts geboren wurden. Die Liste erhebt keinen Anspruch auf Vollständigkeit.

## In Surabaya geborene Persönlichkeiten

### 19. Jahrhundert
- Floris Arntzenius (1864–1925), niederländischer Maler
- Albert C. Kruyt (1869–1949), niederländischer Missionar und Ethnograph
- Heinrich Kiel (1877–1967), niederländischer Landschafts- und Porträtmaler
- Beatrix de Rijk (1883–1958), niederländische Luftfahrtpionierin
- Thilly Weissenborn (1883/1889–1958), niederländische Fotografin
- Guus van Hecking-Colenbrander (1887–1945), niederländischer Fußballspieler
- Jan Kok (1889–1958), niederländischer Fußballspieler
- Herman Meyboom (1889–?), belgischer Schwimmer und Wasserballspieler
- Hendrik Cornelis Siebers (1890–1949), niederländischer Ornithologe
- Marius Jan „Just“ Göbel (1891–1984), niederländischer Fußballspieler
- Willem Karel Mertens (1893–1945), niederländischer Arzt
- Meinoud Rost van Tonningen (1894–1945), niederländischer Politiker der nationalsozialistischen Partei Nationaal-Socialistische Beweging
- Madelon Székely-Lulofs (1899–1958), niederländische Schriftstellerin und Journalistin

Sukarno (1901–1970)

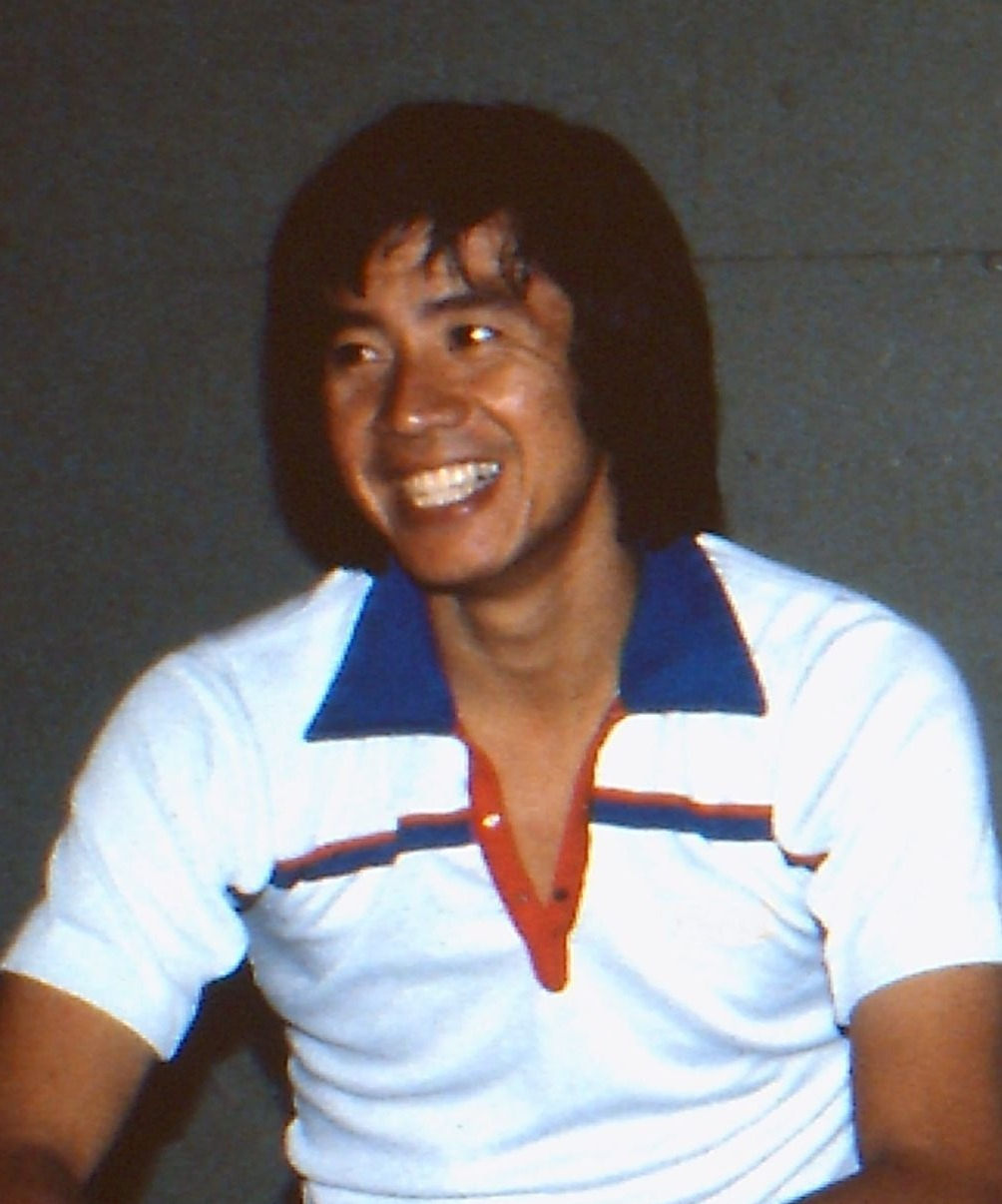
Rudy Hartono (* 1949)

### 20. Jahrhundert

#### 1901 bis 1950
- Sukarno (1901–1970), Politiker; von 1945 bis 1967 der erste Präsident von Indonesien
- Tjalling James (1906–1983), niederländischer Ruderer
- Anneke van Iperen (1909–1982), niederländische Malerin
- Ali Ahmad Bakathir (1910–1969), ägyptischer Schriftsteller
- Ruslan Abdulgani (1914–2005), Diplomat und Politiker
- Elly Nannenga-Bremekamp (1916–1996), niederländische Botanikerin
- Erik Hazelhoff Roelfzema (1917–2007), niederländischer Schriftsteller und Kampfpilot der britischen Royal Air Force zur Zeit des Zweiten Weltkriegs
- Sutomo (1920–1981), Unabhängigkeitskämpfer und Minister
- Achmad Sjaichu (1921–1995), Politiker
- Njoo Kiem Bie (1927–2008), Badmintonspieler
- Hans Truijen (1928–2005), niederländischer Maler und Glaskünstler
- Kick Stokhuyzen (1930–2009), niederländischer Fernsehmoderator und Synchronsprecher
- Govert Huijser (1931–2014), niederländischer General
- Eddy Yusuf (1931–2003), Badmintonspieler
- Klaus Kottmeier (1933–2024), deutscher Verleger
- Peter J. van Helsdingen (* 1934), niederländischer Arachnologe
- John Wijngaards (1935–2025), niederländischer Autor und römisch-katholischer Theologe
- Hugo van Lawick (1937–2002), niederländischer Tierfilmer und Fotograf
- Theodor Wallau (* 1937), deutscher Botschafter in Indonesien, Brasilien, Israel und im Vatikan
- Bubi Chen (1938–2012), Musiker des Modern Jazz
- Bob Tutupoly (1939–2022), Sänger und Liedermacher
- Franciscus Effendi (* 1940), nach Europa emigrierter Maler
- Vic Hayes (* 1941), niederländischer Elektrotechniker
- Xaviera Hollander (* 1943), niederländische Schriftstellerin, Schauspielerin und Pornodarstellerin
- Rudy Hartono (* 1949), Badmintonspieler
- Laura Gemser (* 1950), italienische Schauspielerin niederländisch-indonesischer Herkunft

#### 1951 bis 2000
- René van Barneveld (* 1951), niederländischer Sänger und Gitarrist
- Utami Dewi (* 1951), Badmintonspielerin
- Peter Sondakh (* 1953), Millionär und Unternehmer
- Vincentius Sutikno Wisaksono (1953–2023), römisch-katholischer Bischof von Surabaya
- Lilies Handayani (* 1965), Bogenschützin
- Alan Budikusuma (* 1968), Badmintonspieler
- Minarti Timur (* 1968), Badmintonspielerin
- Ahmad Dhani (* 1972), Musiker
- Tony Gunawan (* 1975), Badmintonspieler
- Romana Tedjakusuma (* 1976), Tennisspielerin
- Saniatul Lativa (* 1977), Politikerin
- Sadik Kadir (* 1981), australischer Tennisspieler
- Sony Dwi Kuncoro (* 1984), Badmintonspieler
- Sylvinna Kurniawan (* 1988), Badmintonspielerin
- Ricky Widianto (* 1991), Badmintonspieler
- Joshua Suherman (* 1992), Pop-Musiker und Sänger
- Ade Yusuf (* 1993), Badmintonspieler

### 21. Jahrhundert
- Rahmad Adi Mulyono (* 2000), Sportkletterer

## Bekannte Einwohner von Surabaya
- Johannes Emde (1774–1859), deutscher evangelischer Missionar und Gründer der evangelischen Kirche in Ost-Java
- Wage Rudolf Supratman (1903–1938), Komponist der indonesischen Nationalhymne Indonesia Raya, gestorben und beerdigt in Surabaya
- Raden Soetomo (1888–1938), niederländisch-indischer Arzt, Unabhängigkeitskämpfer und Nationalheld Indonesiens.
- Soedjarwoto Soemarsono (1948–1988), besser bekannt als Gombloh, indonesischer Popmusiker
- Tri Rismaharini (* 1961), ehemalige Bürgermeisterin von Surabaya, Ministerin für soziale Angelegenheiten seit 2020